# スマート農業
スマート農業（スマートのうぎょう、英：Smart farming）とは、情報およびデータ技術を利用して生産システムと運営を最適化する農業である。データを集め、それをいかに賢明に活用するかに重点が置かれ、人間の労働を最適化しつつ農産物の質と量を向上させることを目指す。スマート農業では、ICT、IoT、AI、ドローン、ロボット技術等、多岐に渡る先端技術が活用される。

## 概要
スマート農業の対象は農作業の全てであり、様々な先端テクノロジー、ツールを用いて、土壌や作物の状態、地形、気候、天候、リソースの使用状況、労働力、資金等のリアルタイムのデータを取得し、農家はスマートフォンやタブレットなどのデバイスを使用してデータにアクセスし、直観ではなくデータに基づき意思決定を行う。情報テクノロジーを用いて畑のデータを取得し個々の圃場に最適化した農業（精密農業）を行う試みは、1990年代に John Deere がトラクターに GPSを導入したことから始まった。
日本でスマート農業という言葉は、CiNii Articles データベースによると2012年に使われ始め、農林水産省の2020年の「食料・農業・農村基本計画」では、政府が中期的に取り組むべき施策の一つに挙げられた。2019年から「スマート農業実証プロジェクト」が各地で採択され、多岐に渡る取り組みがなされ、インターネットや新聞、テレビなどで取り上げられ、「スマート農業」という言葉が広く知られるようになった．
スマート農機（smart agricultural machinery）には、データ収集、可変散布、無線通信、遠隔操縦、自動運転などの機能を備えた農業機械（農機）や、果実の収穫のように従来人間が行ってきた作業をロボット等により自動化する農業機械がある。
日本でスマート農業と呼ばれるものは、諸外国では、Smart farming（スマート農業）、Precision farming（精密農業）、E-agriculture（E-アグリカルチャー）、agri-tech（アグリテック）、Digital Agriculture（デジタル・アグリカルチャー）などと呼称されているが、それぞれの意味合いはやや異なる。
2024年 現在も「スマート農業実証プロジェクト」などが推進されている。

### 農業ICT（IoT・ビッグデータ・AIの利活用）
スマート農業（農業ICT）では、肥料・農薬・水・エネルギー・労力を過不足なく使用し、かつ収穫・品質を確保するため、営農サイクルの主要な意思決定において作物や圃場の実態に関する空間情報を用いる。一見、均一にみえる圃場において空間的・時間的に気温土壌肥沃度や土壌水分がばらつく事を前提として、それを認識して制御することで、収量等の改善を目指す。従来は長年に培われた農業従事者の勘や経験に基づいて意思決定していたが、それを暗黙知から形式知に変えるために、情報通信技術を積極的に導入することにより、各要素を数値化して管理を行う手法を導入する。画像解析やリモートセンシングなどを活用することで農場の状態情報を数値化して、ビッグデータを様々な視点・知見から分析することで、単位面積毎の収穫量の増加や低農薬化、高付加価値化、省力化などを実現する。
一例として、農作物の波長別の反射係数と生育状況の間には相関があることが知られており、これまでは、作物の生育状況を把握するためには葉緑素計（SPAD）を使って、葉を一枚一枚挟んで色を測り、生育状況を見ていたが、それでは手間がかかりすぎ、一部しか測定できないので、多波長カメラを搭載して作物の生育度のデータを収集する農業用無人航空機（農業用ドローン）の利用も視野に入れている。これまでは類似の用途には衛星写真が使用されてきたが、小回りの利く無人航空機を使用する事により、より手軽に圃場内での高精度の情報を入手できると期待される。

## 日本における背景
日本国内の農業従事者は、持続的に減少し（過去20年間にほぼ半減）するとともに、高齢化が進み（2015年の平均年齢は66.3歳）、耕作放棄地は2015年に40万haを超えている。また農業では、技術の修得に時間を要し、マニュアル化が難しいノウハウ的な技術が多いため、次世代に継承されにくいという問題がある。これらの問題を解決し、若者や女性など、様々な人々に農場に参加してもらうためには、作業を楽にするとともに、経験の少ない人でも農業を取り組める環境を整えていく必要がある。そのためにスマート農業の考えが始まった。

## スマート農業技術活用促進法
2024年6月14日に農業の生産性の向上のため、スマート農業技術の活用の促進に関する法律（スマート農業技術活用促進法）が成立した。この法律は、6月21日に公布され、10月1日に施行された。農林水産省のホームページに詳細が掲載されている。

## 機材
- 多波長カメラ
- 農業用無人航空機（農業用ドローン）
- 葉緑素計

## 関連する研究学会・機構・協会
- 農研機構
- 農業情報学会
- 日本ロボット学会
- 日本リモートセンシング学会[13]
- 日本農業情報システム協会[14]